# Jan Dereziński
Jan  Dereziński (ur. 1957) – polski fizyk zajmujący się głównie fizyką matematyczną, operatorami Schrödingera i teorią rozpraszania; profesor w Katedrze Metod Matematycznych Fizyki Wydziału Fizyki Uniwersytetu Warszawskiego.

## Życiorys
W 1994 Wydział Fizyki UW – na podstawie rozprawy habilitacyjnej zatytułowanej Asymptotic completeness of long-range N-body quantum systems – przyznał mu stopień doktora habilitowanego, a w 2007 uzyskał tytuł profesora nauk fizycznych. Od 1981 r. opublikował 62 prace naukowe, m.in. z Christianem Gérardem, Vojkanem Jaksicem, Claude'em Alainem Pilletem, Laurentem Bruneau, Krzysztofem Meissnerem, Erikiem Skibstedem i Wojciechem de Roeckiem.
Pracuje w Katedrze Metod Matematycznych Fizyki Wydziału Fizyki UW, gdzie pełnił też funkcję zastępcy kierownika.